# Воинские звания в Вооружённых силах Республики Беларусь
Воинские звания в Республике Беларусь установлены законом от 5 ноября 1992 г. № 1914-XII «О воинской обязанности и воинской службе».
Существуют два вида воинских званий — войсковые и корабельные (корабельные звания присваиваются военнослужащим речных подразделений Государственного пограничного комитета Республики Беларусь).
Перед воинским званием военнослужащего, проходящего военную службу в гвардейской воинской части, добавляется слово «гвардии». Воинское звание офицера, имеющего военно-учетную специальность и высшее юридическое или медицинское (фармацевтическое, ветеринарное) образование, дополняется соответственно словами «юстиции» или «медицинской службы». Воинское звание резервиста дополняется словом «резерва». Воинское звание гражданина, состоящего в запасе или находящегося в отставке, дополняется соответственно словами «запаса» или «в отставке».

## Звания

### Войсковые
Высшие офицеры
- генерал-полковник
- генерал-лейтенант
- генерал-майор

Старшие офицеры
- полковник
- подполковник
- майор

Младшие офицеры
- капитан
- старший лейтенант
- лейтенант
- младший лейтенант

Прапорщики
- старший прапорщик
- прапорщик

Сержанты и старшины
- старшина
- старший сержант
- сержант
- младший сержант

Солдаты
- ефрейтор
- рядовой

## Знаки различия

### Войсковые звания
Цвета просветов и окантовок погон означают принадлежность к виду вооруженных сил РБ:
- красный - сухопутные войска,
- синий - войска ВВС и ПВО.